# George Lewis (klarinettist)
George Lewis, född Joseph Louis Francois Zenon 13 juli 1900 i New Orleans, död 31 december 1968, var en amerikansk jazzmusiker och klarinettist.

## Biografi
George Lewis hette från början Joseph François Zeno men kallades tidigt George efter helgonet St George (Sankt Göran). Senare tog han sig efternamnet Lewis efter faderns förnamn Louis, men det var först 1944 som han legalt registrerades som George Lewis. (Enligt vissa källor hette han Louis Francis och andra namnvarianter ges också).
Lewis hade kreolsk bakgrund. Han föddes in i den blandkultur som vuxit fram i New Orleans sedan 1700-talet med influenser från Afrika, Frankrike och Spanien. Farmor var Choctaw-indian. Familjen bodde i närheten av ett enkelt dansställe, Hope Hall, och musiken fanns hela tiden närvarande under uppväxttiden.
Lewis var självlärd som musiker. Som barn spelade han först på en enkel bleckflöjt och i tioårsåldern fick han sin första klarinett. 1914 var han för första gången med i en orkester. Från 1919 och under hela 1920-talet spelade han med olika orkestrar och mindre band i New Orleans. En tid hade han ett eget band, New Orleans Stompers, där Henry "Red" Allen spelade trumpet.
När depressionen kom blev det svårt att få engagemang i staden. 1931 lämnade han därför New Orleans för att turnera runt Louisiana med Evan Thomas band, där även Bunk Johnson ingick. Under en spelning 1933 mördades Thomas på scenen med en rakkniv av en svartsjuk åhörare. Blodet sprutade på en vettskrämd Lewis.
Efter den händelsen upplöstes bandet. Klarinett hade blivit omodernt, "everyone was saxophone crazy then", men Lewis fortsatte med sin gamla Albert-klarinett, lagad med ståltråd och gummisnoddar. Han spelade nu ofta tillsammans med Alcide "Slow Drag" Pavageau (bas) och Lawrence Marrero (banjo) eller med Kid Howards band, men engagemangen räckte inte för att försörja honom och hans familj. Han arbetade därför en tid även som stuveriarbetare i hamnen i New Orleans.
1942 kom genombrottet. Jazzentusiasten William Russell ville göra en skivinspelning med den då bortglömde trumpetaren Bunk Johnson. Man behövde en klarinettist och Johnson föreslog George Lewis, som han ju spelat med tidigare. Det blev såväl Johnsons som Lewis första egentliga skivor. Inspelningarna blev en stor framgång och öppnade vägen för dem båda till framträdanden runt om i USA. De spelade tillsammans i New York 1945 och 1946, men gick sedan skilda vägar (Bunk Johnson var omvittnat svår att samarbeta med).
Under 1950-talet var George Lewis och hans band ledande inom New Orleans-jazzen i USA. Man turnerade över hela landet och spelade in mängder av skivor. 1953 gjorde bandet en epokgörande spelning i The Trinity Episcopal Church i Oxford, Ohio. LP:n som spelades in, Jazz at Vespers, blev närmast kultförklarad. Det blev det första dokumenterade tillfället då ett sekulärt jazzband var en inordnad del i en gudstjänst i USA. Lewis skulle få många efterföljare, t.ex. Duke Ellington och i Sverige Putte Wickman.
Våren 1957 spelade Lewis som soloartist i England och 1959 återvände han till Europa, nu med sin egen orkester. Bandet bestod av George Lewis (klarinett), Avery "Kid" Howard (trumpet), Jim Robinson (trombon), Joe Robichaux (piano), Alcide "Slow Drag" Pavageau (bas) och Joe Watkins (trummor). Man besökte bland annat Danmark och Sverige. Efter turnén stannade Lewis kvar för att spela med danska Papa Bue's Viking Jazz Band i Danmark och Tyskland. Lewis återkom till Skandinavien flera gånger, sista spelningen i Sverige skedde 1965.
Lewis hade problem med hjärtat, men trots läkarvarningar slutade han aldrig att turnera. 1963, -64 och -65 gjorde han långa turnéer i Japan. Mot slutet av 1960-talet blev han allt mer sjuklig, men spelade in i det sista på Preservation Hall i New Orleans. Han avled den 31 december 1968.

## Musiken

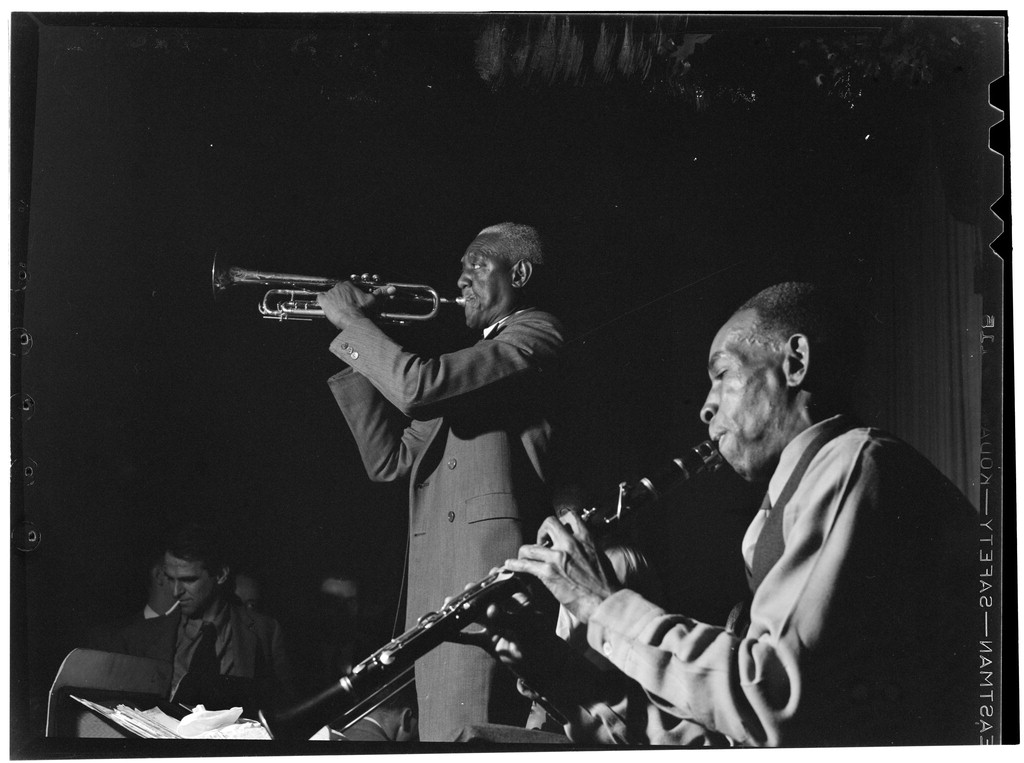
Bunk Johnson (trumpet) och George Lewis (klarinett), New York, 1946

George Lewis menade att den musik han spelade på 1950-talet var av samma slag som den han hört i sin ungdom. Det viktigaste var melodin, den enkla, rena, sångbara melodin. Den hölls hela tiden levande någonstans i orkestern. Han avstod från all förkonstling och kommersialism.
Många har påpekat att George Lewis rent tekniskt inte var någon stor klarinettist och att hans klarinett ibland kunde låta ostämd. Styrkan var i stället den känsla och inlevelse han förmedlade. Exempel är hans egen komposition Burgundy Street blues och The old rugged cross. Den senare spelades också på hans begravning.

### Citat
- "For lovers of New Orleans jazz Lewis's music possessed a simple beauty that was otherworldly in its lack of artifice."[10]
- "... musik som i känsla, inlevelse och naiv innerlighet hör till jazzens yppersta, exempelvis Burgundy Street blues ... "[14]
- "Den mannens spel är riktigt. Han spelar vad han känner ... Det var vackert, helt enkelt vackert ... När han började blåsa på sin klarinett var det som hela lokalen fattade eld ... " (Ornette Coleman)[15]

## Människan

### Citat
- "... en altruistisk, ödmjuk, pyttespäd storhet med aristokratisk hållning"[12]
- "... denne späde man med sin klara blick och sitt hjärtevarma leende..."[7]